# Harzer Schmalspurbahnen

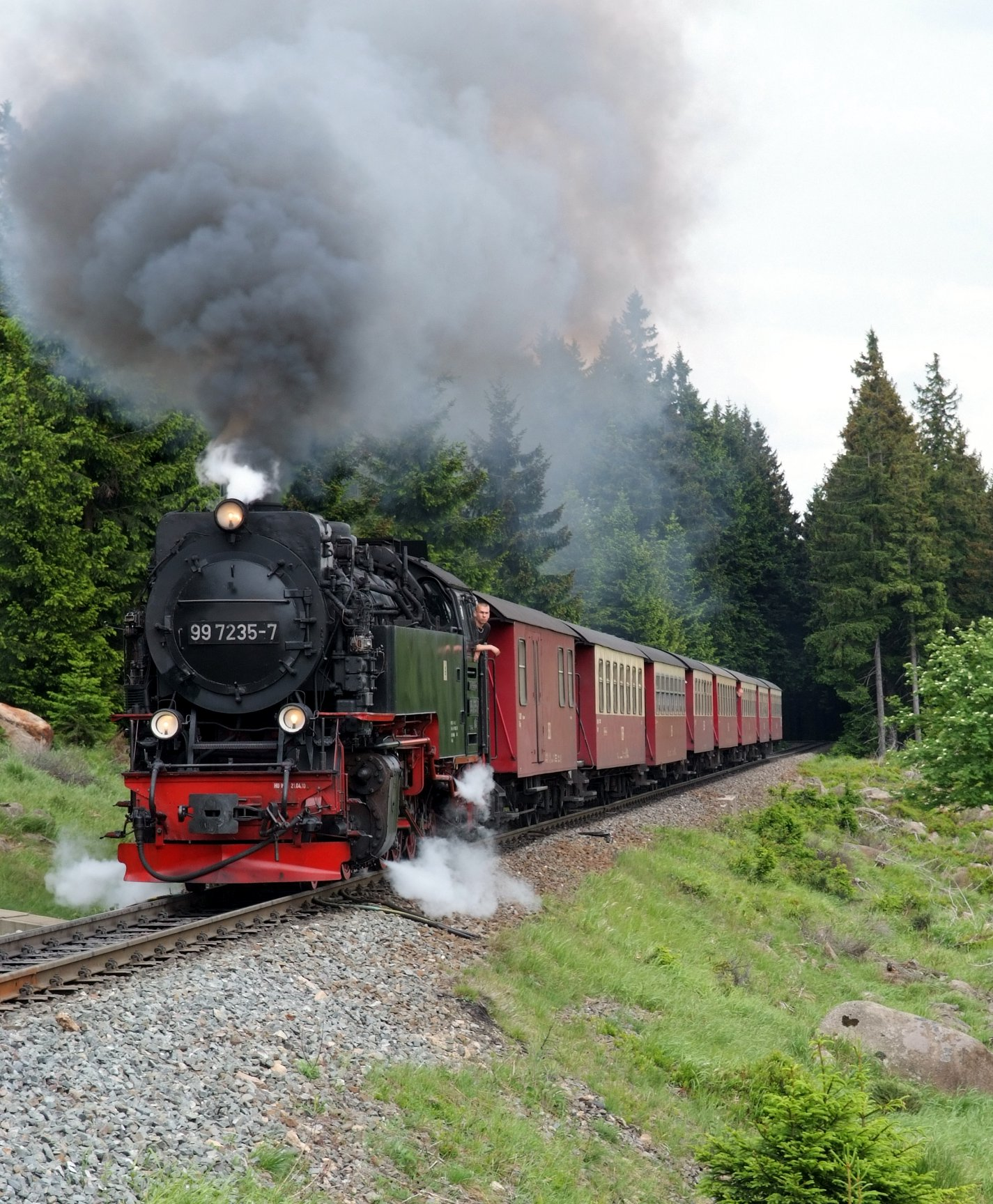
Pociąg rozkładowy z parowozem

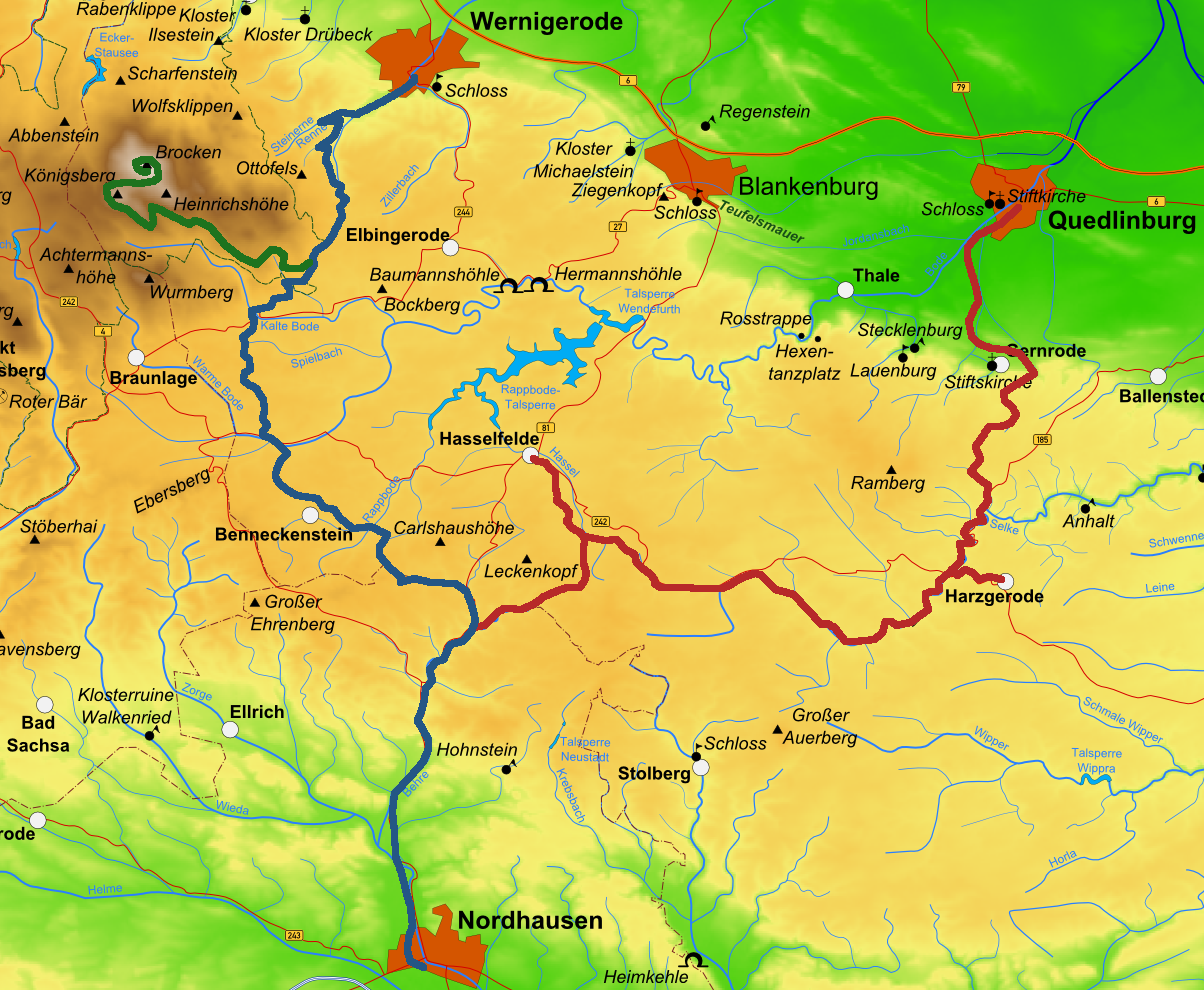
Mapa sieci

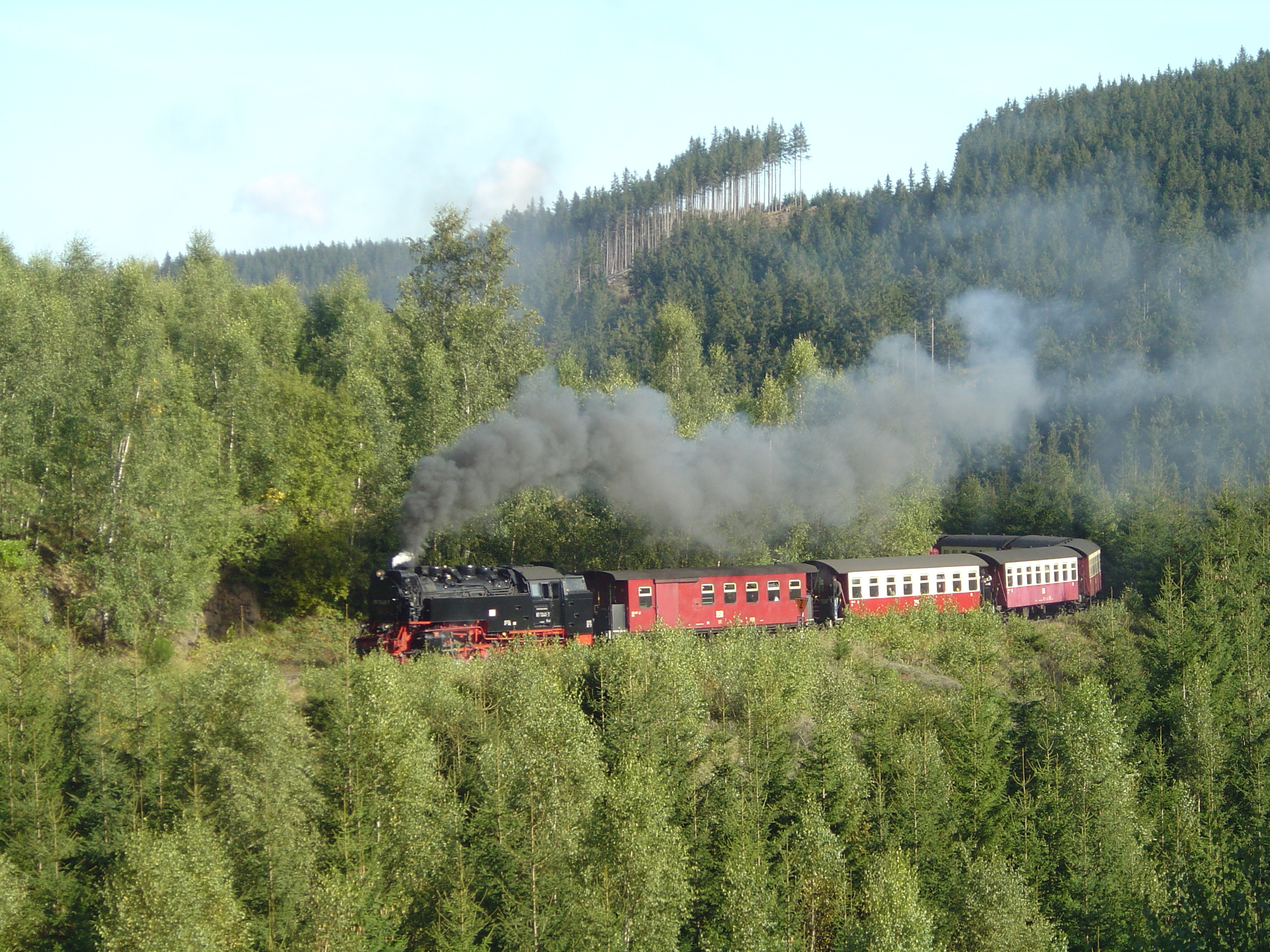
Parowóz wąskotorowy z pociągiem

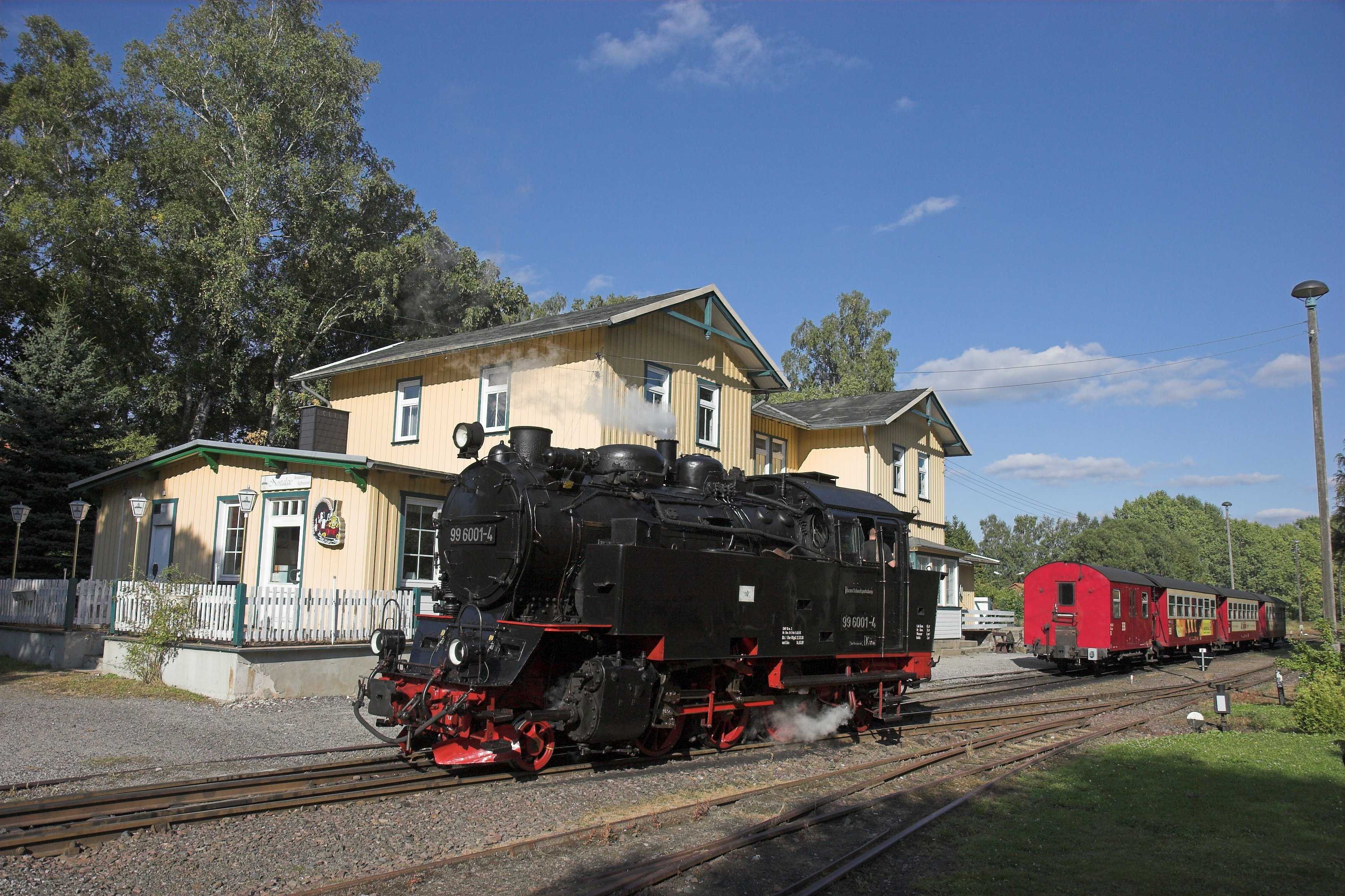
Parowóz na stacji kolejowej

Harzer Schmalspurbahnen – niemieckie koleje wąskotorowe w górach Harzu.

## Historia
W latach 60. XIX wieku do miejscowości leżących u stóp gór Harzu doprowadzono kolej normalnotorową, lecz brak było połączeń kolejowych z miejscowościami leżącymi wyżej. Sam teren Harzu był podzielony między królestwo Prus i dwa księstwa. Dopiero pod koniec XIX wieku zjednoczenie Niemiec i rozwój gospodarczy ziem niemieckich umożliwiły budowę sieci kolejowej łączącej mniejsze miejscowości. Do budowy kolei na obszarze gór Harzu przystąpiły trzy niezależne towarzystwa kolejowe, które wybrały kolej wąskotorową o prześwicie toru 1000 mm.
Pierwszym towarzystwem było Gernrode-Harzgeroder Eisenbahn (GHE), które połączyło miasteczka Gernrode, Harzgerode i Hasselfelde w dolnym Harzu. Pierwszy odcinek z Gernrode do Mägdesprung (obecnie część Hazrzgerode) otwarto 7 sierpnia 1887 roku. W kolejnym roku linia osiągnęła Harzgerode, w grudniu 1891 roku Stiege (obecnie część Oberharz am Brocken), a w następnym roku Hasselfelde. W Gernrode istniało połączenie z koleją normalnotorową, a 15 lipca 1905 roku oddano do użytku odgałęzienie ze Stiege do Eisfelder Talmühle, zyskując połączenie z siecią towarzystwa NWE. Długość linii sięgnęła 52, 1 km. Linia GHE częściowo biegła doliną rzeki Selke, stąd była też znana jako Selketalbahn. Kolej ta służyła gospodarczemu rozwojowi regionu i w samym 1910 roku przewiozła 220 tysięcy pasażerów i 92 tysiące ton towarów. Po II wojnie światowej kolej została rozebrana i infrastrukturę wywieziono do ZSRR, lecz część została następnie odbudowana, znacjonalizowana i przejęta przez koleje państwowe NRD Deutsche Reichsbahn. Ruch na części sieci kolei wznowiono w 1949 roku, a w 1983 roku odbudowano także odcinek do Stiege, łącząc przedwojenną sieć w jedną. 
Drugim towarzystwem działającym na tym terenie było Nordhausen-Wernigeroder Eisenbahn (NWE), łączące miasta Nordhausen i Wernigerode w górnym Harzu. Pierwszy odcinek na południu z Nordhausen do Ilfeld otwarto 12 lipca 1897 roku, a odcinek na północy z Werningerode do Schierke (obecnie część tego miasta) 20 czerwca 1898 roku. 17 marca 1899 roku połączono odcinek północny z południowym, a także ukończono odgałęzienie z Schierke na górę Brocken. Ukończona sieć miała długość 79,41 km. Potocznie znana była jako Harzquerbahn, a odnoga na szczyt Brocken – Brockenbahn. Po II wojnie światowej wznowiono częściowo ruch już w 1945 roku, po czym w 1949 roku kolej została znacjonalizowana i przejęta przez koleje państwowe NRD Deutsche Reichsbahn. Sieć utraciła połączenie z częściowo zlikwidowaną dawną siecią GHE, przejmując prowadzenie ruchu do Hasselfelde. Od lat 60. wyłączono dla ludności możliwość dotarcia na Brocken, który stał się strefą nadgraniczną.
Trzecie towarzystwo Südharz-Eisenbahn (SHE) zbudowało linię z Walkenried do Braunlage, z odgałęzieniami do Tanne i Sorge (obecnie części Oberharz am Brocken) – w tym ostatnim łączyła się z linią NWE. Po II wojnie światowej linia ta została zlikwidowana w związku z powstaniem granicy między państwami niemieckimi.

## Współczesność
Po zjednoczeniu Niemiec nastąpiły warunki do odrodzenia kolei w górach Harzu, przede wszystkim do obsługi ruchu turystycznego. 11 listopada 1991 roku okoliczne samorządy utworzyły spółkę Harzer Schmalspurbahnen GmbH (HSB), a 1 lutego 1993 przejęły majątek kolei od Deutsche Reichsbahn. Od 1992 roku powrócił ruch pasażerski na wyremontowanym odcinku Brockenbahn. Była to pierwsza kolej niepaństwowa we wschodnich landach zjednoczonych Niemiec. Wstrzymano deficytowy ruch towarowy, a na odcinkach z mniejszym ruchem pasażerskim wprowadzono wagony motorowe. Od 2000 roku nastąpił trwały trend wzrostowy w przewozach pasażerskich. W 2003 roku kolej przewiozła 1127 tysięcy pasażerów. Ponad połowa ruchu przypada na kolej Brockenbahn.
W 2006 roku sieć jeszcze wydłużono o niecałe 9 km, budując całkiem nowy odcinek z Gerdenrode do Quedlinburga, w miejsce zlikwidowanej kolei normalnotorowej.
Harzer Schmalspurbahnen posiadają 140 km linii wąskotorowych. Wzniesienia sięgają 35‰, a różnica poziomów pomiędzy najniższą stacją Nordhausen a najwyższą Brocken (1125 m n.p.m.) wynosi prawie 1000 metrów. Na sieci znajduje się 400 wiaduktów i mostów oraz jeden tunel. Codziennie uruchamiane jest ponad 50 pociągów, w większości prowadzonych trakcją parową. Pociągi rozkładowe obsługiwane są przez parowozy Baureihe 99.